# Marple Junction

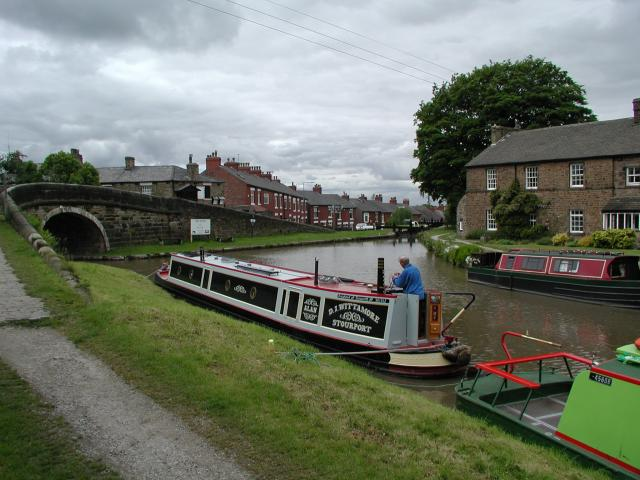
Połączenie Peak Forest Canal z Macclesfield Canal w Marple

Marple Junction – połączenie Macclesfield Canal z Peak Forest Canal we wsi Marple w hrabstwie Wielki Manchester w Anglii. Jest to północy kraniec Macclesfield Canal.
Wody należące do dwóch firm miały być rozdzielone śluzą typu stop lock na zwężeniu wybudowanego później (niż Peak Forest Canal) Macclesfield Canal (1825–31), ale śluza ta została dawno zdjęta i raczej nie była używana. Oba kanały mają ten sam poziom dna, co oznacza, że twórcy nowego kanału nie zastosowali się do zwyczaju, że nowy kanał ma być położony wyżej. Było to możliwe z dwóch powodów: 
1. Dyrektorzy Macclesfield Canal byli też dyrektorami firmy zarządzającej starszym kanałem Peak Forest Canal Company
2. Zaopatrzenie miasta Macclesfield w wodę odbywało się m.in. poprzez Macclesfield Canal (jako uzupełnienie wybudowanych dwóch spośród pięciu planowanych zbiorników retencyjnych). Gdyby Macclesfield Canal był położony wyżej i odgrodzony, woda z Peak Forest Canal nie mogłaby dopływać[1].

Przy połączeniu wodnym znajduje się budynek wybudowany przez Macclesfield Canal Company, obecnie należący do British Waterways. Jest też stanowisko do cumowania.